# Zapolanka (szczyt)
Zapolanka (864 m), 853 m – szczyt w Grupie Lipowskiego Wierchu i Romanki w Beskidzie Żywiecko-Orawskim. Znajduje się na południowo-zachodnim grzbiecie Redykalnego Wierchu, który poprzez halę Redykalną, wierzchołek 1067 m, Zapolankę i Kiczorę opada do doliny Wody Ujsolskiej w Ujsołach. Południowo-wschodnie stoki Zapolanki opadają do doliny Jakubowskiego Potoku, północno-zachodnie do doliny Nickuliny.
Zapolanka to niewybitne wzniesienie w grzbiecie, o stokach w większości bezleśnych, zajętych przez pola i zabudowania należącego do osiedla Zapolanka w miejscowości Złatna w województwie śląskim, w powiecie żywieckim w gminie Ujsoły. Po wschodniej stronie wzniesienia Zapolanka prowadzi szlak turystyczny. Dzięki temu, że są to otwarte tereny pół, ze szlaku tego rozciąga się szeroka panorama widokowa.

## Szlaki turystyczne
Rajcza – Chata na Zagroniu – Zapolanka – Redykalny Wierch – hala Lipowska – hala Rysianka – Romanka
  Ujsoły – Kiczora – Zapolanka – Redykalny Wierch – hala Lipowska – hala Rysianka – Romanka